# Soldatsko-Stepnoie
Soldatsko-Stepnoie (en rus: Солдатско-Степное) és un poble de l'óblast de Volgograd, a Rússia, segons el cens del 2012 tenia 1.000 habitants.